# Rio Denei
O Rio Denei é um rio da Romênia, afluente do Valea Mare, localizado no distrito de Alba.